# Provaci ancora prof!
Provaci ancora prof! è una serie televisiva italiana andata in onda in prima visione su Rai 1 dal 6 novembre 2005 al 19 ottobre 2017.
Composta da sette stagioni, il titolo nella sigla dalla prima alla quarta era Provaci ancora prof senza il punto esclamativo.

## Trama
Camilla Baudino è un'insegnante di lettere. Vive e lavora a Roma dalla 1ª alla 4ª stagione, per poi spostarsi a Torino dalla 5ª alla 7ª stagione. È particolarmente dedita al proprio lavoro ma anche molto attaccata alla sua famiglia, composta dal marito Renzo Ferrero, dalla figlia Livietta e dal cane Potti (considerato dalla protagonista come un figlio). Tuttavia, per motivi sempre diversi, Camilla si ritrova anche a fare l'investigatrice, collaborando a stretto contatto con il commissario Gaetano Berardi.
Le prime tre stagioni sono incentrate quasi esclusivamente sui generi giallo e commedia e la situazione sentimentale dei personaggi è sostanzialmente statica: Camilla è sposata con Renzo e, nonostante alcuni momenti di crisi e l’evidente intesa e attrazione reciproca tra lei e Gaetano, nessuno dei due coniugi ha intenzione di lasciare l'altro. Gaetano, invece, ha delle relazioni che puntualmente si concludono perché è innamorato di Camilla. 
Dalla quarta alla settima stagione il genere sentimentale diventa invece preponderante, togliendo gradualmente sempre più spazio agli altri due generi fino a sovvertire completamente le gerarchie negli ultimi due capitoli. I personaggi principali iniziano a lasciarsi, rimettersi insieme e tradirsi in un intreccio di vicende rosa sempre più complicato, che sfocia nella rottura del matrimonio di Camilla e Renzo e nel conseguente fidanzamento della professoressa con il commissario Berardi.
Nel corso della serie si nota una costante evoluzione del rapporto fra Renzo e Gaetano, con il primo che non vede mai di buon occhio il secondo: nelle prime due stagioni, l'architetto e il commissario sono sostanzialmente estranei, sebbene abbiano occasione di incontrarsi saltuariamente; nella terza stagione, Gaetano frequenta spesso la casa di Camilla, col disappunto costante di Renzo, e inoltre l'architetto in un episodio è sospettato in prima persona di omicidio, perciò gli incontri con il commissario si intensificano ulteriormente, pur nel mantenimento di una certa distanza e formalità; a partire dalla quinta stagione, con il trasferimento di Camilla, Renzo e Gaetano a Torino nello stesso condominio, i due si incrociano quotidianamente e iniziano a darsi del tu; il precario equilibrio del triangolo amoroso regge fino al momento della sesta stagione in cui Renzo, vedendo Gaetano e Camilla baciarsi un po’ di tempo dopo la sua separazione con la prof, tira al commissario un pugno in faccia, ritenendo che per anni Gaetano avesse corteggiato Camilla e aspettato l'occasione giusta per conquistarla: da questo momento in poi, i due rimangono sostanzialmente quasi sempre in aperta rivalità reciproca a causa di Camilla e della crescente difficoltà di conciliare la relazione della prof e Gaetano con il fatto che lei, Renzo e Livietta sono comunque una famiglia nonostante l'ormai definitiva separazione coniugale. Tuttavia, non sono mancati i momenti in cui Renzo ha chiesto aiuto proprio a Gaetano, come quando si è fatto ospitare da quest'ultimo subito dopo essere stato cacciato di casa da Camilla all’inizio della sesta stagione, oppure quando i due hanno collaborato nella settima stagione per far sì che fosse fatta luce sulla morte di Carmen, collega di Renzo e sua ex compagna.
Anche il personaggio di Livietta segue un percorso di continuo cambiamento: nelle prime tre stagioni Livietta è una bambina affettuosa, intelligente e sempre pronta a supportare i genitori nelle difficoltà, oltre che a fornire spesso spunti a Camilla per risolvere i casi. Nella quarta e quinta stagione Livietta è ormai adolescente e cambia carattere, diventando ribelle, scontrosa e talvolta antipatica. Nelle ultime due stagioni il personaggio viene completamente stravolto, trasformando la "brava ragazza" in una giovanissima madre e moglie desiderosa di indipendenza e anche impulsiva, specialmente di fronte ad eventuali torti che subisce.

## Episodi
| Stagione         | Episodi | Prima TV |
| ---------------- | ------- | -------- |
| Prima stagione   | 4       | 2005     |
| Seconda stagione | 6       | 2007     |
| Terza stagione   | 8       | 2008     |
| Quarta stagione  | 6       | 2012     |
| Quinta stagione  | 6       | 2013     |
| Sesta stagione   | 8       | 2015     |
| Settima stagione | 8       | 2017     |

## Produzione
Provaci ancora prof non è stata concepita come una vera e propria trasposizione filmica di determinati libri (come lo è ad esempio Il commissario Montalbano), ma è una serie liberamente ispirata alle opere letterarie di Margherita Oggero, la cui trama spesso si discosta molto.
In ciascuna delle prime tre stagioni troviamo un episodio liberamente ispirato ed adattato dai libri di Margherita Oggero:
- Una piccola bestia ferita: il terzo episodio della prima stagione porta lo stesso titolo del libro;
- L'amica americana: il quarto episodio della seconda stagione porta lo stesso titolo del libro;
- Qualcosa da tenere per sé: il contenuto del libro, il cui titolo viene ripreso volutamente dalla protagonista verso la fine della puntata, ha ispirato il terzo episodio della terza stagione "La terza vittima".

A partire dalla quarta stagione, la fiction viene via via arricchita di sottotrame e alla parte "rosa" viene gradualmente dato sempre più peso rispetto alla parte "gialla" della serie: addirittura, nelle ultime due stagioni si nota che né nel trailer di anticipazione della puntata successiva, né nelle sequenze riassuntive degli episodi precedenti, viene fatto riferimento al caso di omicidio di puntata.
Nelle prime tre stagioni, in ciascun episodio viene presentato in modo esplicito sia il cast fisso che quello specifico della puntata, mediante un fotogramma dedicato a ciascun attore. A partire dalla quarta stagione, la presentazione esplicita è riservata al solo cast fisso e gli attori di puntata vengono solo menzionati con una scritta in basso durante le prime scene della puntata stessa. Per quanto riguarda la sigla, nelle prime tre stagioni l'esecuzione avviene in modo esteso e la puntata inizia dopo la conclusione della sigla; nella quarta stagione, mentre si ascolta ancora la sigla vengono fatte scorrere le prime scene della puntata e la musica va via via dissolvendosi; a partire dalla quinta stagione, torna la separazione netta fra sigla e inizio della puntata, tuttavia la sigla viene eseguita in modalità drasticamente ridotta. La produzione della serie si è infatti adattata alla tendenza generale delle fiction televisive italiane dei primi anni 2010, ovvero quella di rinunciare ad avere sigle estese e comprensive di tutti i titoli di testa (come accadeva dagli anni ottanta agli anni 2000), per avere sigle molto brevi o quasi del tutto inesistenti, con i titoli di testa che non possono scorrere durante la sigla ma che vengono visualizzati all'inizio dell'episodio, o in alternativa alla fine dello stesso, in aggregazione ai titoli di coda.

## Cast fisso e attori ricorrenti
Oltre alla protagonista Veronica Pivetti, gli altri attori sempre presenti in tutte le stagioni sono Enzo Decaro, Pino Ammendola e Ludovica Gargari. L’altro ruolo portante della serie è quello di Paolo Conticini, assente solo nella quarta stagione.
Diversi attori fanno la loro comparsa nelle prime tre stagioni con ruoli diversi: Domitilla D'Amico appare nella prima stagione durante il quarto episodio in un'agenzia turistica mentre nella terza come socia in affari dell'ex alunna di Camilla, durante il terzo episodio; Roberta Fregonese appare nel terzo della prima stagione come la madre della ragazza rapita e nel secondo episodio della terza stagione come Moira, la moglie spagnola di un macellaio, cliente di Renzo (l'attrice appare anche di sfuggita nell'ultima puntata della seconda stagione in un corridoio della scuola dietro a Camilla).
Bruno Conti appare nella prima stagione come imbianchino mentre nella prima puntata della seconda stagione è uno degli assassini; Myriam Catania appare come la fidanzata della vittima nella prima puntata della prima stagione e nell'ultima della terza come vicina di casa di Gaetano. Tiziano Panici appare come studente di Camilla solo nella prima puntata della seconda stagione e stranamente riappare nella prima puntata della quarta stagione come assassino.
L'attrice Olga Šapoval compare in un episodio della terza stagione interpretando la vittima di un omicidio, in un episodio della quinta stagione come complice del colpevole e infine nel cast fisso della settima stagione come allieva di Camilla presso l'istituto serale per adulti. L'attrice Emanuela Rossi appare nell'ultimo episodio della seconda stagione e nel secondo episodio della quinta stagione: curioso il fatto che in entrambi casi interpreti la colpevole/mandante dell'omicidio di puntata.
L'attore Paolo Buglioni compare in un episodio della prima stagione come meccanico e in un episodio della terza come idraulico. L'attrice Lucrezia Piaggio, che nella prima e nella seconda stagione interpreta un'alunna di Camilla, ricompare nel primo episodio della quinta stagione come amica di una delle nuove alunne di Camilla. Da notare inoltre che sia nella seconda stagione (ep. 3) sia nella quinta stagione (ep. 1) il colpevole dell'omicidio è il padre del personaggio che lei interpreta.
Giorgio Ginex è stato marito di Veronica Pivetti e ha interpretato con lei, nel ruolo di un ex compagno di liceo di Camilla, diverse scene nell'ultimo episodio della terza stagione. La sorella del commissario Berardi, Francesca, appare nella seconda e nella terza stagione, ma viene interpretata da due attrici diverse: nella seconda Carolina Crescentini e nella terza Giorgia Mangiafesta; anche il fidanzato di Andreina viene interpretato da due attori diversi: sebbene nella prima stagione sia comparso solo nell'ultima puntata, in tutte le successive viene interpretato da Aldo Massasso.
L'attore Bruno Bilotta appare nell'ultimo episodio della seconda stagione come assassino e nel penultimo episodio della quarta come padre della vittima.
Inoltre, nelle prime tre stagioni, alcuni degli allievi di Camilla sono interpretati da doppiatori che hanno prestato le proprie voci nella serie cinematografica di Harry Potter, come ad esempio Lorenzo De Angelis (st. 1,2,4), doppiatore dei gemelli Weasley, Letizia Ciampa (st. 1-2), doppiatrice di Hermione Granger, Alessio Puccio (st. 3), doppiatore del protagonista della saga, o Jun Ichikawa (st.3), doppiatrice di Cho Chang.

## Personaggi

### Personaggi principali
- Camilla Baudino (stagioni 1-7), interpretata da Veronica Pivetti.
Insegnante di Lettere, è la premurosa moglie di Renzo e l'amorevole madre di Livietta; lavora a Roma presso l'istituto tecnico Fibonacci nei primi quattro capitoli e a Torino presso l'Istituto Nelson Mandela nel quinto e sesto capitolo, e presso una scuola serale nel settimo capitolo. Curiosa, tenace e caparbia, ma simpatica e gentile è sempre disposta ad aiutare il prossimo cercando la verità sui delitti e sulle persone che hanno a che fare con i diversi misfatti. Riesce sempre a mettersi in situazioni pericolose e collabora strettamente con il commissario Gaetano Berardi, con il quale sviluppa da subito una forte intesa ed attrazione reciproca (sebbene non metta mai in discussione il suo matrimonio), ogni qualvolta venga commesso un omicidio che in qualche modo la riguarda, mostrando di possedere una solida indole da detective, intuitiva, determinata ed acuta. Tuttavia, con l'arrivo del commissario Paolo De Matteis, data l'intransigenza di quest'ultimo, la sua collaborazione con la Polizia si svolge "sottobanco", grazie alla complicità di Torre e dell'ex alunno Marchese. Nella quarta stagione, Camilla è separata da Renzo e intraprende una relazione con Marco Visconti, ma, all'ultimo momento, quando stava già traslocando a casa di Visconti, ci ripensa e torna col marito. Nella quinta stagione si trasferisce con la famiglia a Torino, dove ritrova anche il Commissario Berardi e l'Ispettore Torre. Inizialmente decide di smettere di fare l'investigatrice, ma alla fine si trova sempre coinvolta nei vari casi e quindi cede nuovamente alla propria indole aiutando i propri allievi e le persone a lei amiche. Nella sesta stagione si separa di nuovo da Renzo, stavolta definitivamente, perché scopre con grande dolore che durante un viaggio di lavoro lui si è ubriacato e l'ha tradita con Carmen, che è addirittura rimasta incinta. In seguito, si fidanza stabilmente col commissario Berardi, di cui si riscopre innamorata: i due inizialmente cominciano un'intensa ed appassionata relazione segreta, che poi rendono pubblica a tutti, andando anche a convivere. Verso la fine della settima stagione però, a causa di alcuni fraintendimenti e discussioni dovuti alle loro diverse vedute ed ambizioni, lei e Gaetano sembrano separarsi pur amandosi profondamente, ma nel finale si chiariscono e si ricongiungono con immensa gioia, andando poi a vivere insieme a Napoli, sede di un importante trasferimento lavorativo di Gaetano. A Roma, Camilla usa come vettura un Maggiolino d’epoca, che riesce a mantenere funzionante nonostante più volte accadano inconvenienti; a Torino, Camilla cambia macchina e usa una Suzuki Jimny regalatale da Renzo. Inoltre, si nota che in ogni stagione Camilla adotta una differente acconciatura di capelli: a caschetto nella prima, ricci nella seconda, mossi nella terza, corti nella quarta e di nuovo ricci dalla quinta in poi; la prima capigliatura a caschetto rimane comunque visibile nelle fotografie di Camilla e famiglia mostrate nelle stagioni successive alla prima.
- Renzo Ferrero (stagioni 1-7), interpretato da Enzo Decaro.
Architetto di professione, è il marito di Camilla e il padre di Livietta, ed è un uomo buono, calmo e onesto che però spesso fa battute sarcastiche alla moglie: infatti non è per niente contento che Camilla collabori con la polizia per risolvere i casi di omicidio (per paura soprattutto che la moglie si cacci nei guai o in situazioni pericolose) e non vede di buon occhio Gaetano, che spesso sospetta essere l'amante di Camilla per come le gira intorno. Nella seconda stagione sviluppa una fugace ma forte attrazione con Pamela, l'insegnante di danza della figlia, che termina quando la donna parte per New York. Nella quarta stagione si separa da Camilla e ha una relazione con la giovane collega Carmen; tuttavia, quando la stessa Carmen gli comunica che dovranno trasferirsi in America per proseguire il loro lavoro, Renzo capisce quanto la sua famiglia sia importante per lui e, all'ultimo momento, decide di tornare con la moglie, resosi conto di amarla ancora. Nella quinta stagione continua a collaborare con Carmen, anche se solo in ambito lavorativo. Nella sesta stagione, dopo una notte di passione causata da qualche bicchiere di troppo durante un viaggio di lavoro, ha un figlio proprio da Carmen che viene chiamato Lorenzo, detto Renzito: questo avvenimento costa a Renzo il matrimonio, dato che Camilla, non appena saputo del tradimento, chiede la separazione, questa volta in modo definitivo. Renzo però, ancora innamorato di Camilla, non si rassegna alla fine del loro matrimonio e continua a sperare di poter tornare insieme a lei, ma invano perché invece lei stavolta - pur avendo messo da parte ogni rancore verso di lui - decide di andare avanti, lasciandosi andare ai suoi sentimenti per Gaetano e fidanzandosi stabilmente con lui.
- Gaetano Berardi (stagioni 1-3, 5-7), interpretato da Paolo Conticini.
È un commissario di Polizia, dirige le indagini in cui interviene sempre Camilla; uomo affascinante, amabile e gentile, nella prima stagione ha una breve storia con la gallerista Bettina (amica di Camilla), nella seconda avvia una relazione con la PM Sonia De Giorgis, mentre nella terza arriva quasi a sposarsi con la ricca giornalista Roberta Marsili, abbandonata poi sull'altare per risolvere un caso con Camilla. Gaetano è un uomo forte, intuitivo e molto dedito al proprio lavoro, ma è anche un amico onesto, sincero e una persona amorevole, protettiva e presente per le persone a lui care. Tra lui e Camilla c'è da sempre una palese e forte intesa ed attrazione reciproca, oltre che una solida amicizia, e Gaetano è dichiaratamente innamorato di lei (motivo per il quale tutte le sue altre relazioni puntualmente falliscono), anche se nel finale della terza stagione il commissario decide di dimenticarsi della prof perché stanco di amare una donna che non può avere, dal momento che Camilla non ha intenzione di mettere in discussione il suo matrimonio. Non compare nella quarta stagione poiché viene detto che si è sposato e ha acquisito l'incarico di questore a Sondrio. Nella quinta stagione, tuttavia, torna nella vita della professoressa Baudino dopo essere stato promosso vicequestore a Torino, riallacciando il saldo rapporto di complicità e di amicizia con Camilla, anch'ella da poco trasferitasi in Piemonte, e portando con sè la notizia che dalla moglie, da cui nel frattempo si è separato, ha avuto anche un figlio, Tommy, che per un periodo va a vivere con lui. Nella sesta stagione, rimane dapprima accanto a Camilla per aiutarla a riprendersi dal suo malessere dovuto al tradimento di Renzo con Carmen e successivamente i due danno finalmente sfogo alla passione e ai forti sentimenti reciproci repressi per molti anni, fidanzandosi. Da quel momento in poi, si dimostra spesso geloso di Renzo (sapendo che lui e Camilla sono comunque legati soprattutto per la figlia Livietta nonostante la fine del loro matrimonio e che Renzo non ha mai abbandonato la speranza di poter tornare con la prof) e un po' insofferente per via del caotico mondo familiare in cui deve vivere con Camilla. Durante la settima stagione, infatti, per colpa dell'arroganza e dell'immaturità di Livietta - la quale mette involontariamente i bastoni fra le ruote al commissario - e di una serie di incomprensioni dovute alla crescente difficoltà di conciliare la loro vita di coppia con quella familiare della prof, lui e Camilla sono sul punto di separarsi, motivo per il quale lui decide di accettare un nuovo trasferimento a Napoli, dove alla fine va però a vivere insieme all'amata prof, nel frattempo ricongiuntasi con lui.
- Pasquale Torre (stagioni 1-7), interpretato da Pino Ammendola.
Simpatico ispettore di Polizia napoletano, è amico e confidente di Berardi prima e De Matteis poi, oltre che informatore segreto di Camilla in assenza di Gaetano. Nelle prime stagioni dichiara di essere fidanzato con una certa Giulietta (che non appare mai), mentre nella quinta stagione si trasferisce anche lui a Torino per poter ricongiungersi col commissario Berardi appena trasferito nel capoluogo piemontese. Sebbene inizialmente non ami particolarmente il clima e lo stile di vita locale, riesce poi ad ambientarsi piuttosto bene, anche grazie al fidanzamento e al successivo matrimonio con la collega ispettrice Luciana Balocco, di cui si dimostra molto geloso. Torre, spesso, nel parlare commette errori grammaticali oppure storpia i proverbi (es. carpa canta, gatta cicala), venendo per questo sempre ripreso, seppur bonariamente, sia da Gaetano che da Camilla.
- Livia Ferrero (stagioni 1-7) , interpretata da Ludovica Gargari.
Figlia di Renzo e Camilla, intelligente ed arguta, nelle prime stagioni ha un ottimo rapporto con i genitori e viene chiamata da tutti Livietta. Fa amicizia molto facilmente prima con Giulio (figlio di Martina Predolin, una collega della madre) e poi con Nino (nipote acquisito del commissario Berardi). Nella quarta stagione, ha 13 anni e si innamora del proprio compagno di danza Diego. Nella quinta stagione cominciano anche i primi problemi adolescenziali con i genitori, soprattutto a causa del trasferimento a Torino, mal digerito dalla ragazza, che da quel momento chiede di essere chiamata Livia senza il diminutivo. Livia a Torino scopre inizialmente di essere stata tradita dall'ex fidanzato di Roma: a quel punto, si mette insieme a un ragazzo torinese poco raccomandabile (che di lì a poco viene accusato di omicidio mettendo la ragazza nei guai) e nel finale di stagione si lega a Greg, un timido compagno di classe che l'aveva corteggiata da tempo. Nella sesta stagione, Livia ha 18 anni e si dichiara innamorata di George, un gentile ragazzo italo-inglese conosciuto durante una vacanza studio a Londra, il quale diventa di lì a breve suo marito e anche padre di sua figlia, che viene poi chiamata Camilla (e soprannominata Cami) in onore e per affetto della nonna prof. Pur essendo una ragazza onesta, buona e molto affezionata e legata ai propri genitori, Livia tende a non voler ascoltare e seguire i loro consigli e preferisce seguire il proprio istinto rimanendo ferma nelle proprie convinzioni, risultando spesso ribelle, ostinata e fortemente orgogliosa e testarda, rendendo spesso teso il rapporto tra lei, i genitori e - nelle ultime due stagioni - anche con Gaetano. Nella settima stagione, Livia scopre di essere stata tradita dal marito e torna con Cami a Torino, dove inizia a frequentare la facoltà di architettura e a collaborare con il padre. In questo frangente, la ragazza conosce l'avvocato Stefano Busi, con il quale intraprende una breve relazione, che dura fino a quando lei si accorge che l'uomo disprezza la sua famiglia di origine (definendola "piccolo-borghese") e che è solo un donnaiolo. A quel punto, Livia, pentita, chiede scusa alla madre per il modo infantile ed egoista con cui si è comportata con lei e Gaetano, e al contempo perdona George (scoprendosi ancora innamorata di lui, ricambiata), tornando quindi con il marito e la figlia a vivere a Londra, dove proseguirà gli studi universitari.
- Marco De Matteis/Visconti (stagione 4), interpretato da Cesare Bocci.
Uomo attraente e affascinante, è proprietario di una grande tenuta vinicola, nonché fratello del commissario Paolo De Matteis, ma presenta una personalità diametralmente opposta a quella del fratello (con cui, di conseguenza, ha un rapporto conflittuale anche se affettivo). È divorziato ed ha un figlio adolescente. In passato anche lui aveva per cognome "De Matteis", ma poi ha preso il cognome della madre, cioè "Visconti". Intraprende una relazione con Camilla, alla quale propone di fidanzarsi ufficialmente e di trasferirsi presso il suo casale, ma nell'ultima puntata della quarta stagione, nel corso delle operazioni di trasloco, la donna lo lascia per tornare dal marito.
- Paolo De Matteis (stagione 4), interpretato da Flavio Montrucchio.
È il nuovo commissario di Polizia (vicequestore aggiunto) dopo il trasferimento di Berardi. È il fratello di Marco Visconti, con cui ha un rapporto conflittuale anche se affettivo. Precisissimo e maniacale, prova un'ironica antipatia per Camilla, di cui non tollera affatto le ingerenze nelle indagini. È stanziato nella casa del fratello, e, nonostante Marco gli consigli di sloggiare e di prendere una dimora tutta sua, continua a rimanere lì.

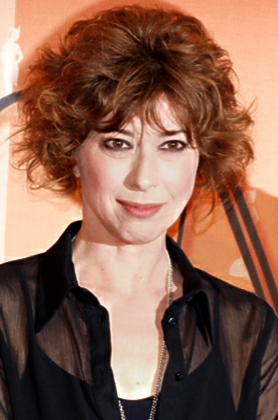
Veronica Pivetti è Camilla Baudino
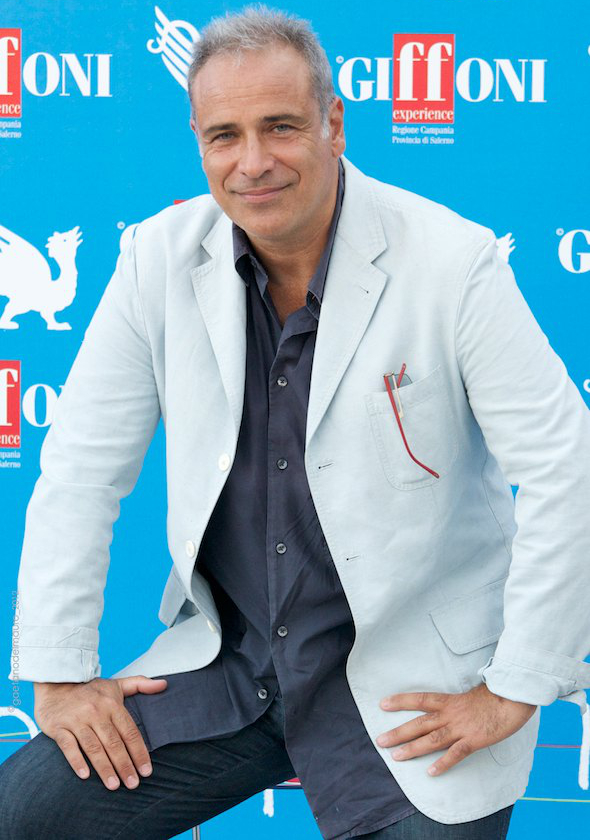
Enzo Decaro è Renzo Ferrero
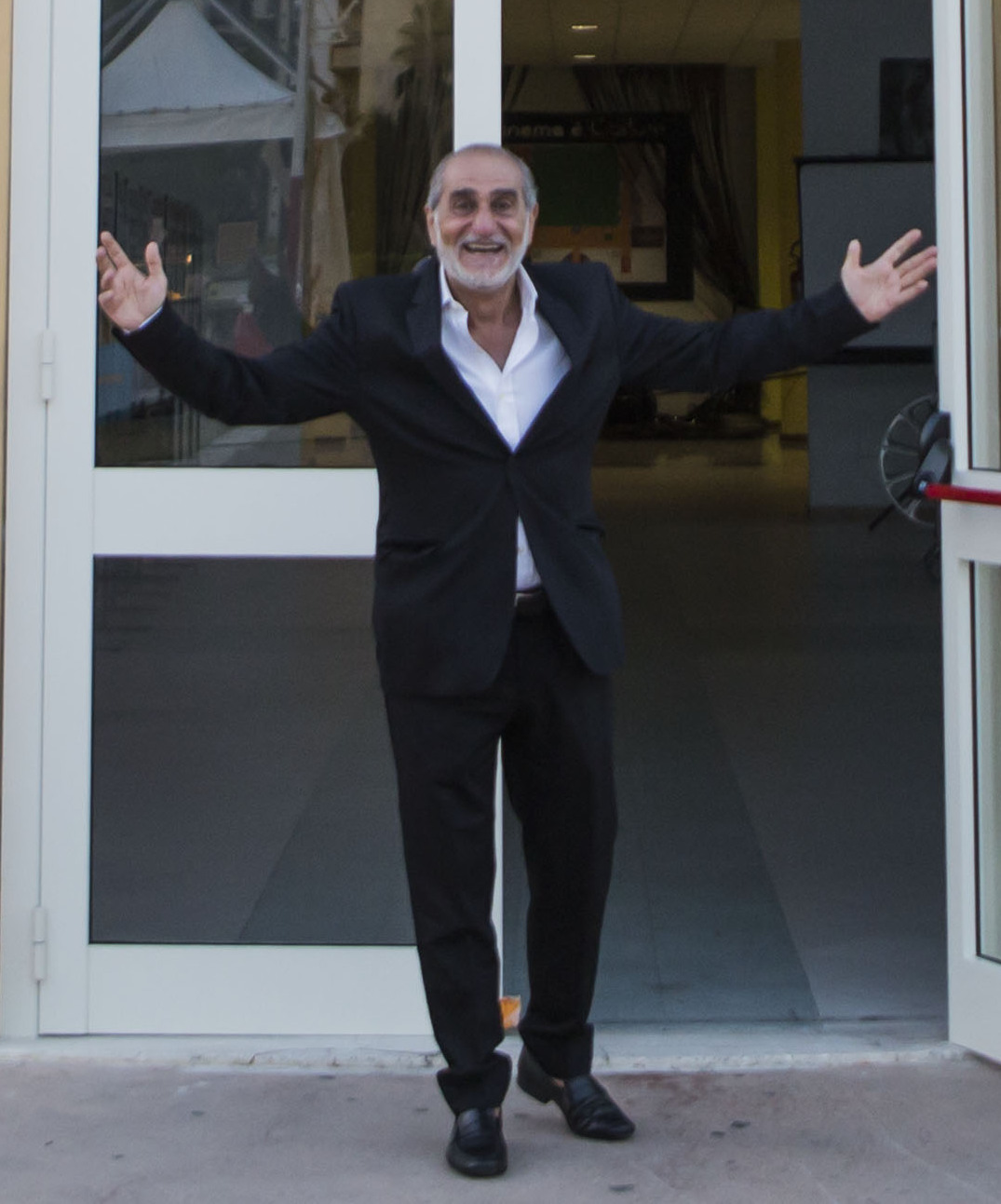
Pino Ammendola è Pasquale Torre
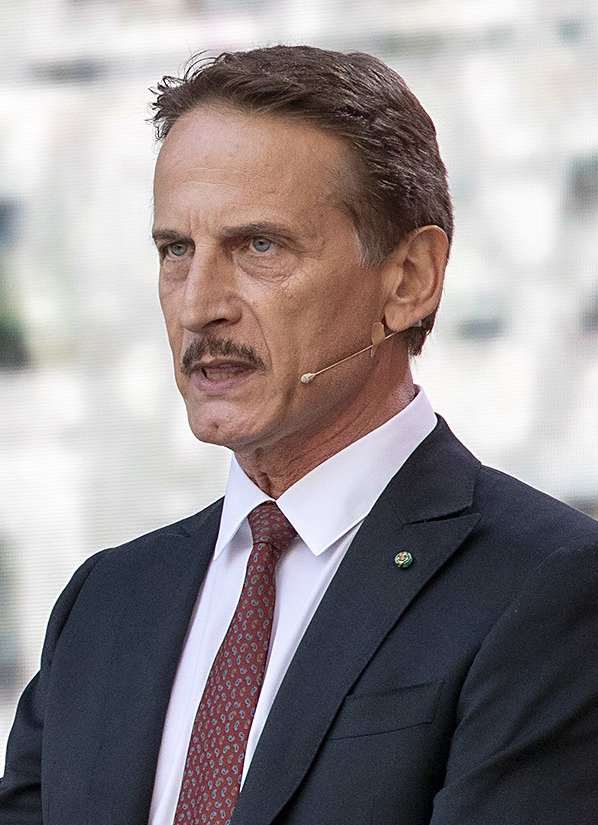
Cesare Bocci è Marco De Matteis/Visconti
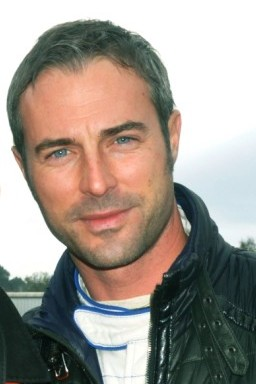
Flavio Montrucchio è Paolo De Matteis

### Personaggi secondari
- Andreina Baudino (stagioni 1-5), interpretata da Ilaria Occhini.
Madre di Camilla e vedova di un ufficiale dei Carabinieri, convola successivamente a seconde nozze con Amedeo (i due si frequentavano da tempo ma non volevano confessarlo a Renzo, Camilla e Livietta); donna di una certa classe ed eleganza, adora la nipotina Livietta. Dalla quarta stagione odia letteralmente il genero Renzo (con il quale vi era sempre stato il tipico rapporto di velata antipatia genero-suocera), ed è solito denominarlo "il mostro", poiché ha lasciato la figlia per mettersi con Carmen. Nella quinta stagione si trattiene a Torino in casa di Camilla perché ha iniziato una relazione con un musicista torinese, anche se poi si riconcilia con Amedeo; nonostante la riconciliazione di Renzo e Camilla continua a portare rancore sia al genero sia alla sua ex compagna Carmen. Andreina muore off-screen tra la quinta e la sesta stagione, e infatti è Camilla a dire in più occasioni che la madre è morta.
- Antonio/Gian Claudio Mazzeo (stagioni 1-4), interpretato da Claudio Bigagli.
Dapprima docente di ragioneria, poi preside dell'Istituto Leonardo Fibonacci, in apparenza testardo e intransigente, sa essere buono e generoso, specialmente con Susanna "Susy" Moretti, della quale è perdutamente innamorato e con cui riesce a fidanzarsi nel finale della terza stagione. Nella prima stagione Vanda Calzavecchia e la preside Buonpeso dicono che il suo nome è Antonio, ma nella terza stagione è lui stesso a dire di chiamarsi Gian Claudio.
- Rosetta (stagioni 1-4), interpretata da Graziella Polesinanti.
Pettegola e impicciona portinaia del palazzo di Camilla e famiglia, nelle stagioni ambientate a Roma. Ha l'abitudine di parlare da sola, specialmente per commentare le vicende della famiglia di Camilla, di cui è spesso testimone diretta.
- Gianni Marchese (stagioni 1-2, 4), interpretato da Lorenzo De Angelis.
Dapprima allievo di Camilla, diviene poi agente di Polizia e collega di Torre e Grassetti. Ha ambizioni letterarie e nella quarta stagione chiede spesso a Camilla consigli sul romanzo che sta scrivendo: questi incontri sono anche un pretesto per informare la professoressa sullo svolgimento delle indagini.
- Melina (stagioni 1-3), interpretata da Gegia.
Simpatica e spiritosa collaboratrice scolastica dell'Istituto Leonardo Fibonacci.
- Samantha Lo Bue (stagioni 1-2), interpretata da Pamela Saino.
Soprannominata Sammy, è un'allieva di Camilla, ed è fidanzata con Marchese.
- Debora Lentini (stagioni 1-2), interpretata da Roberta Scardola.
Soprannominata Debbie, è un'allieva di Camilla. Inizialmente fa credere a tutti i compagni di essere ricca e poter permettersi abiti firmati e costosi, salvo poi confessare la verità e dichiarare che - anzi - per mantenersi deve fare la babysitter di notte.
- Viola Sambuelli (stagioni 1-2), interpretata da Lucrezia Piaggio.
Allieva di Camilla.
- Michela Cremonesi (stagione 1), interpretata da Maria Cecilia Cinardi.
Ispettrice di Polizia.
- Vanda Calzavecchia (stagione 1), interpretata da Stefania Barca.
Docente dell'Istituto Leonardo Fibonacci.
- Marco Campigli (stagione 1), interpretato da Stefano Benassi.
Docente dell'Istituto Leonardo Fibonacci.
- Madama Buonpeso (stagione 1), interpretata da Francesca Romana Coluzzi.
Dirigente scolastico dell'Istituto Leonardo Fibonacci nella prima stagione.
- Bettina (stagione 1), interpretata da Debora Caprioglio.
Amica di Camilla, dirige una galleria d'arte. Ha una breve relazione con Gaetano, il quale la lascerà perché innamorato di Camilla.
- Sonia De Giorgis (stagione 2), interpretata da Serena Bonanno.
La PM che segue le indagini della Polizia. È una bellissima donna e intraprende una relazione con il commissario Gaetano Berardi, anch'essa destinata a non durare a causa dei sentimenti del commissario verso la prof. Tra lei e Gaetano rimane comunque un buon rapporto di reciproca stima professionale.
- Martina Predolin (stagione 2), interpretata da Valentina Tomada.
Insegnante di ragioneria dell'Istituto Leonardo Fibonacci, è collega e molto amica di Camilla. È sempre ossessionata dal pensiero dell'ex marito e della cattiva educazione che questo impartisce al figlio, tanto da ricondurre e paragonare ogni situazione e dinamica che le capiti davanti al rapporto fra ex coniugi.
- Pamela (stagione 2), interpretata da Hoara Borselli.
Insegnante di danza di Livietta, si innamora di Renzo.
- Giulio (stagione 2), interpretato da Gabriele De Fazio.
Figlio di Martina Predolin e amico di Livietta. Spesso si esprime con turpiloquio ed espressioni volgari apprese dal padre (che tuttavia non appare mai), cosa che infastidisce fortemente Martina.
- Medico legale (stagioni 2-3), interpretato da Ubaldo Lo Presti.
Ipocondriaco medico legale, che ogni volta lamenta malattie o dolori da qualche parte del corpo (es. labirintite, gomito del tennista, cuore debole).
- Michela Ferrari (stagioni 2-3), interpretata da Ilaria Spada.
Bella e sagace ispettrice di Polizia, è oggetto della corte del collega Piccolo. Inoltre non è mai particolarmente entusiasta delle frequenti visite di Camilla in commissariato.
- Roberto Piccolo (stagioni 2-3), interpretato da Paolo Macedonio.
Spigliato poliziotto e inguaribile dongiovanni, è innamorato della collega Ferrari, e allo stesso tempo ha un forte complesso di Edipo con la propria madre.
- Francesca Berardi (guest st.2 - ricorrente st. 3), interpretata da Carolina Crescentini (st. 2) e Giorgia Mangiafesta (st. 3)
Sorella di Gaetano, è soprannominata "mina vagante" dal fratello, con cui il rapporto è stato spesso turbolento a causa del proprio carattere difficile e della propria impulsività. Nella terza stagione, Francesca ricompare completamente cambiata: ha messo la testa a posto, si è sposata e decide di affidare temporaneamente il figlio del proprio marito a Gaetano.
- Cav. Passarelli (stagione 3), interpretato da Domenico Fortunato.
Individuo insopportabile, invadente ed estremamente avido e cinico, è un imprenditore edile, vecchio compagno di scuola e amico di Renzo, ma dal passato lavorativo poco chiaro, cosa che insospettisce fin da subito Camilla. Renzo dapprima collabora con lui, poi ne diventa socio, e infine decide di troncarci i rapporti dopo aver avuto prova della sua inaffidabilità: infatti Passarelli, pur di non far naufragare un ricco progetto, aveva "comprato" un alibi a Renzo - accusato dell'omicidio di un anziano proprietario di un terreno coinvolto nel progetto - a sua insaputa e malgrado l'esplicita proibizione da parte dello stesso architetto, il quale non voleva pagare la testimone affinché costei dicesse semplicemente la verità (oltre al fatto che un alibi fornito "a pagamento", vero o falso che fosse, avrebbe automaticamente perso il proprio valore).
- Roberta Marsili (stagione 3), interpretata da Milena Mancini.
Giornalista di professione, è la ricca, viziata e autoritaria fidanzata del commissario Berardi. La relazione tra i due, dopo una lunga serie di alti e bassi, termina definitivamente a un passo dal fatidico sì, in quanto lei non approva il tipo di lavoro di Gaetano - che l'aveva anche abbandonata durante le nozze per risolvere un caso di omicidio - e soprattutto perché lei è gelosa del rapporto intimo fra il commissario e Camilla, oltre che infastidita dall'imprevista e prolungata presenza a casa Berardi di Nino (figliastro di Francesca Berardi). Roberta decide di vendicarsi di Gaetano raccontando a Renzo che Camilla è l'amante del commissario (circostanza non vera), salvo poi pentirsene e inviare all'architetto una lettera per spiegare la verità.
- Susanna Moretti (stagione 3), interpretata da Loredana Cannata.
Soprannominata da tutti Susy, è una collega di Camilla e docente di Storia dell'Arte dell'Istituto Leonardo Fibonacci; si innamora inizialmente di Filippo Del Giudice, insegnante di educazione fisica, ma non è ricambiata in quanto quest'ultimo è gay. Una volta appresa l'omosessualità del collega, inizia a cedere sempre di più al corteggiamento del preside Mazzeo, fino a fidanzarsi con lui nell'ultima puntata.
- Filippo Del Giudice (stagione 3), interpretato da Raffaello Balzo.
Docente di Educazione Fisica dell'Istituto Leonardo Fibonacci. Inizialmente Susy Moretti è attratta da lui, che però la considera soltanto come un'amica. Poi si scopre che è gay, ed è proprio lui ad aiutare il preside Mazzeo a cambiare atteggiamento e look per conquistare la professoressa Moretti.
- Nino (stagione 3), interpretato da Federico Russo.
Simpatico nipote acquisito (in realtà è figlio del compagno della sorella) del commissario Berardi e caro amico di Livietta.
- Gigi Aiello (stagione 3), interpretato da Gianluca Di Gennaro.
Nuovo allievo di Camilla, è di origine napoletana e vive con il fratello (accusato di omicidio nel primo episodio della stagione) e l'anziana nonna.
- Valery Chong (stagione 3), interpretata da Jun Ichikawa.
Nuova allieva di Camilla, è di origine cinese, e proprio la sua conoscenza della lingua cinese è utile alla risoluzione di un caso di omicidio.
- Celeste Barzocchini (stagione 3), interpretata da Rossa Caputo.
Nuova allieva di Camilla, è una ragazza timida e con numerosi complessi legati al suo aspetto fisico, motivo per cui viene derisa da alcuni compagni. Dopo aver riacquisito fiducia in sé stessa, decide di prendersi maggiore cura del proprio corpo e alla fine della stagione trova un fidanzato.
- Alessandro Martinelli (stagione 3), interpretato da Raimondo Todaro.
Nuovo allievo di Camilla - soprannominato Alex - è direttamente coinvolto in un caso di omicidio e aiuta Camilla e la polizia a identificarne i colpevoli.
- Edoardo Baldini (stagione 3), interpretato da Alessio Puccio.
Nuovo allievo di Camilla, è testimone diretto di un omicidio durante la propria festa di compleanno.
- Valentina Grassetti (stagione 4), interpretata da Alice Bellagamba.
Giovane e bella agente di polizia, è perdutamente innamorata del commissario Paolo De Matteis. È collega di Torre e Marchese.
- Aldo Sanfilippo (stagione 4), interpretato da Franco Oppini.
Nuovo professore collega di Camilla, con l'ossessione del corretto utilizzo dei congiuntivi.
- Anna Scarpa (stagione 4), interpretata da Sarah Maestri.
Giovane insegnante di Scienze al primo incarico presso l'Istituto Leonardo Fibonacci. Indossa quasi sempre occhiali da vista dalla montatura spessa, abiti piuttosto démodé e porta i capelli lunghi e lisci fermati da un cerchietto. Timidissima ed impacciata, inizialmente prova una vera e propria fobia cronica verso i suoi studenti, alcuni dei quali la fanno oggetto di scherzi e battute, oltre ad ignorarla durante le lezioni; arriva anche a rinchiudersi al gabinetto pur di non entrare in classe. Con l'aiuto di Camilla, che stabilisce con lei un rapporto di reciproca confidenza, riuscirà a superare queste paure e ad imporre la sua autorità magistrale. Curiosamente, nel tempo libero Anna pratica il pugilato, sport nel quale rivela una grinta ed una forza impronosticabili, al punto che verrà anche sospettata di aver ucciso a pugni un uomo che tentava di adescarla.
- Luciana (stagione 4), interpretata da Lucianna De Falco.
Nuova collaboratrice scolastica dell'Istituto Leonardo Fibonacci.
- Medico legale (stagione 4), interpretato da Francesco Di Lorenzo.
Sostituto del precedente.
- Carmen Rocas (stagioni 4-7), interpretata da Carmen Tejedera.
Collega e soprattutto amante di Renzo mentre questi viveva a Barcellona con la famiglia, nella quarta stagione si scopre che Renzo ha lasciato Camilla per fidanzarsi con lei; nel finale della stagione però, quando lei annuncia a Renzo che dovranno trasferirsi per lavoro a New York, l'uomo la lascia capendo di amare ancora Camilla. Nella quinta stagione giunge a Torino per dargli una mano come collaboratrice, ma la sua presenza è poco gradita a Camilla e a sua madre Andreina. Nella sesta stagione hanno un figlio, Lorenzo, detto Renzito, frutto di una notte passata insieme in un hotel di Venezia; i due però non si rimettono insieme, perché Renzo si è pentito del tradimento e vorrebbe riconquistare la moglie. Muore nel terzo episodio della settima stagione. Inizialmente sembra un incidente stradale, ma in realtà è stata assassinata da due fratelli pregiudicati affiliati alla 'ndrangheta per lo smaltimento illecito di rifiuti tossici. Alla notizia della sua morte, Renzo scoppia in un pianto disperato, e Camilla e Livia mettono da parte i rancori verso di lei come "sfasciafamiglia" e piangono anche loro addolorate per la tragedia. Gaetano, con il supporto di Camilla e Renzo, riesce a dimostrare che si è trattato di omicidio, nonostante minacce e pressioni da più parti per archiviare il caso come incidente. Ricompare poi brevemente come fantasma, in una fantasia di Renzo.
- Giovanni Montaldo (stagione 5), interpretato da Paolo Sassanelli.
Preside dell'istituto Nelson Mandela di Torino; uomo rassegnato alla monotonia della vita, ma comunque ottimista e speranzoso nel futuro.
- Eva (stagione 5), interpretata da Magdalena Grochowska.
Ex-moglie di Gaetano Berardi e madre del loro figlio, Tommy.
- Marta Cavalli (stagione 5), interpretata da Lorena Cacciatore.
Giovane insegnante di scienze dell'Istituto Nelson Mandela. Viene arrestata nel terzo episodio della quinta stagione per aver ucciso il bidello della scuola.
- Fabio Cesari (stagione 5), interpretato da Andrea Montovoli.
Giovane agente di Polizia, facente parte della squadra di Berardi a Torino.
- Vanessa Conti (stagione 5), interpretata da Carlotta Tesconi.
Giovane agente di Polizia, facente parte della squadra di Berardi a Torino.
- Ruggero Pellegrini (stagioni 5-6), interpretato da Luigi Di Fiore.
Insegnante di matematica e vicepreside dell'Istituto Nelson Mandela; uomo arrogante e viscido. Alla fine della quinta stagione dà le dimissioni, mentre nella sesta è lui stesso il preside dell'istituto, in sostituzione di Montaldo.
- Anna Ronco (stagioni 5-6), interpretata da Elisabetta Pellini.
Insegnante di inglese dell'Istituto Nelson Mandela; donna piuttosto eccentrica e con un forte desiderio di maternità.
- Ferrari (stagioni 5-6), interpretata da Maddalena Caravaggi.
È il nuovo medico legale.
- Luciana Balocco (stagioni 5-7), interpretata da Daniela Terreri.
Soprannominata Lucianona, è ispettrice di polizia. Dapprima collega e poi moglie dell'ispettore Torre.
- Tommaso Berardi (stagioni 5-7), interpretato da Matteo Mequio.
Soprannominato Tommy, è il figlio di Gaetano Berardi e di Eva. Nella settima stagione appare solo nel corso di due brevi videochiamate con Gaetano in quanto trasferitosi all’estero con la madre.
- Gustavo (stagioni 5-7), interpretato da Gianluca Ferrato.
È il portinaio del palazzo torinese dove vivono la Baudino e Berardi. È un uomo sussiegoso e pettegolo. Nel terzo episodio della settima stagione viene arrestato per aver ucciso un uomo.
- Matteo Maffei (stagione 6), interpretato da Arturo Muselli.
È il nuovo insegnante di matematica nella scuola in cui lavora Camilla. Molto timido, è stato nominato vicepreside.
- Annalisa Torchio (stagione 6), interpretata da Elena Cantarone.
È una nuova collega della Baudino.
- Biko Waris (stagione 6), interpretato da Maurizio Lipoli.
È un nuovo studente della Baudino.
- Chem Lam (stagione 6), interpretato da Emmanuel Galli.
È un nuovo studente della Baudino.
- Niccolò Peretti (stagione 6), interpretato da Giancarlo Commare.
È un nuovo studente della Baudino.
- Sara Rolle (stagione 6), interpretata da Paola Calliari.
È una nuova studentessa della Baudino.
- Claudia Zampini (stagione 6), interpretata da Francesca Piroi.
È una nuova studentessa della Baudino.
- Ambra Fassone (stagione 6), interpretata da Silvia Mazzieri.
È una nuova studentessa della Baudino.
- George Turner (stagioni 6-7), interpretato da Luca Murphy.
È il fidanzato, poi marito londinese di Livietta, dalla quale ha una bambina, Camilla, detta Cami. Nella settima stagione rischia di separarsi da Livia perché l'ha tradita con l'insegnante di yoga. Dopo aver chiesto numerose volte perdono a Livia, riesce a rappacificarsi con lei e riporta moglie e figlia a Londra.
- Mamadou Omar (stagione 7), interpretato da Thierno Thiam.
È un amico senegalese di Renzo. Inizialmente è un venditore ambulante, poi a metà della settima stagione viene assunto come nuovo portiere del condominio dove abita Camilla, a seguito dell'arresto del predecessore Gustavo. Nonostante sia molto apprezzato dai condòmini, Omar decide di dimettersi dall'incarico al termine della stagione, in quanto stanco della monotonia e della routine quotidiana e nostalgico del "grande casino" a cui era abituato.
- Bianca De Olivares (stagione 7), interpretata da Valentina Pace.
È il nuovo medico legale, che sviluppa anche un'intima amicizia con Gaetano, cosa che fa ingelosire Camilla.
- Marta Caroli (stagione 7), interpretata da Simonetta Solder.
È la preside dell'istituto per adulti dove insegna Camilla. Intraprenderà una relazione con Renzo dopo la morte di Carmen. Lascia il posto di preside alla fine della stagione per intraprendere un viaggio in Mozambico.
- Alba Cerquetti (stagione 7), interpretata da Federica Sabatini.
È un'eccentrica amica di Livietta arrivata da Londra per fare da babysitter alla figlia Cami.
- Paolo Trevisan (stagione 7), interpretato da Jgor Barbazza.
Agente sotto copertura, ex fidanzato di Carmen Rocas e inizialmente il principale indiziato per l'assassinio: in realtà, una volta smantellata la cosca responsabile del fatto, Camilla scoprirà che non solo ha tentato di salvarla ma ha anche rischiato la sua stessa vita. Il suo vero nome non è rivelato, ma confessa di aver amato sinceramente la donna.
- Stefano Busi (stagione 7), interpretato da Luca Capuano.
Giovane avvocato e cliente di Renzo: intraprende brevemente una frequentazione con Livietta dopo il tradimento di George. La ragazza lo lascia quando scopre che questi odia la sua famiglia e che era solo un donnaiolo.
- Capitani (stagione 7), interpretato da Marco Simeoli.
Collega di Camilla alla scuola per adulti.
- Ricciardi (stagione 7), interpretato da Nicola Pistoia.
È lo psicanalista da cui va Renzo ogni giovedì per discutere dei suoi problemi. È molto severo e le sue diagnosi sono spesso sgradite all'architetto.
- Vasco Pieroni (stagione 7), interpretato da Alan Cappelli Goetz.
È un problematico alunno ex-detenuto nella scuola per adulti dove insegna Camilla.
- Vincenzo Crema (stagione 7), interpretato da Orio Scaduto.
Di professione operaio, è un allievo della scuola per adulti dove insegna Camilla.
- Alessandro Ricci (stagione 7), interpretato da Vittorio Surace.
Soprannominato Alex, è un allievo della scuola per adulti dove insegna Camilla. Suo padre Armando, pasticciere, viene ucciso all'inizio della stagione e il ragazzo viene accusato dell'omicidio, salvo poi essere scagionato dopo l'arresto del vero assassino.
- Katia Volkov (stagione 7), interpretata da Olga Shapoval.
È un'allieva della scuola per adulti dove insegna Camilla, e gestisce una scuola di circo insieme al fratello.
- Jamila Faras (stagione 7), interpretata da Jasmine Bouabid.
È un'allieva della scuola per adulti dove insegna Camilla.
- Maria Dragan (stagione 7), interpretata da Cristina Golotta.
È un'allieva della scuola per adulti dove insegna Camilla.
- Bashir (stagione 7), interpretato da Francesco Sgrò.
È un allievo della scuola per adulti dove insegna Camilla, e proviene dalla Siria.

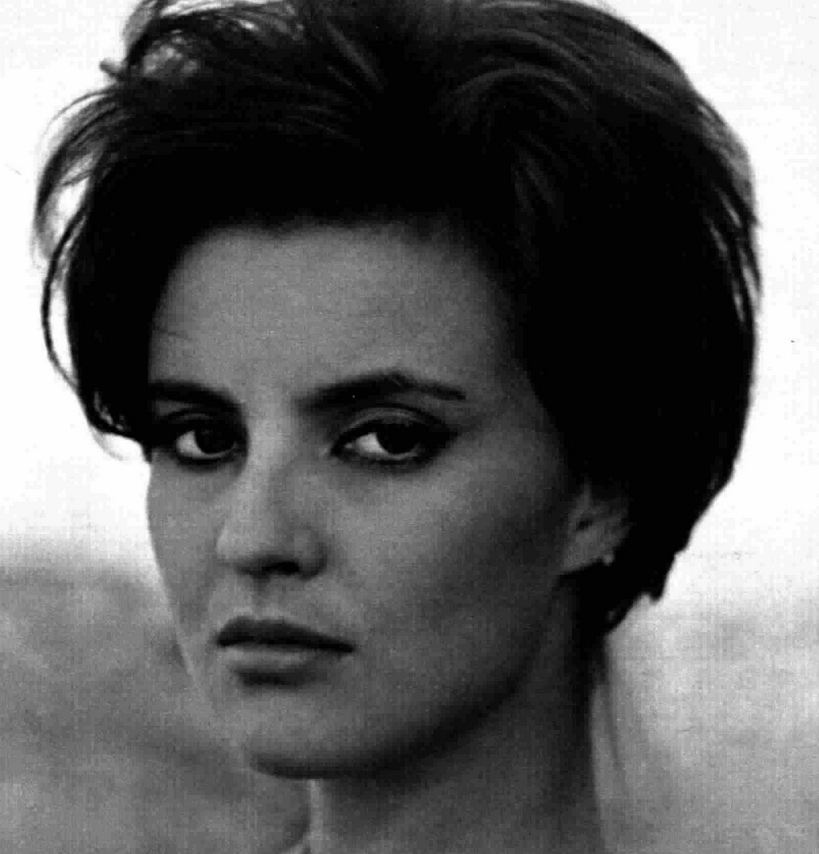
Ilaria Occhini è Andreina Baudino
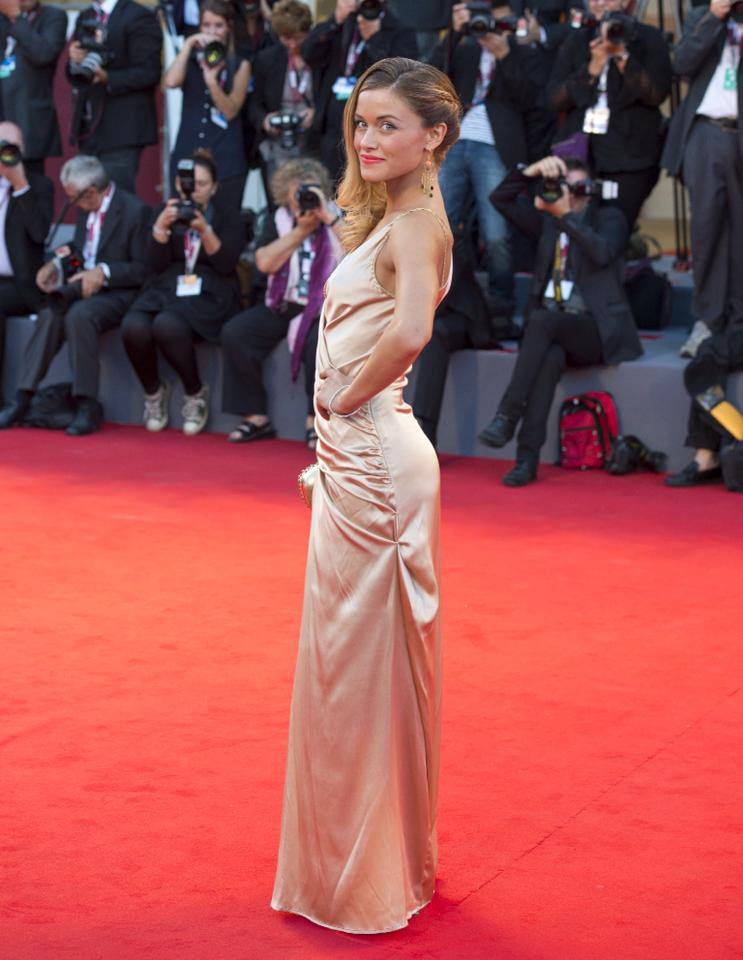
Alice Bellagamba è l'agente Valentina Grassetti
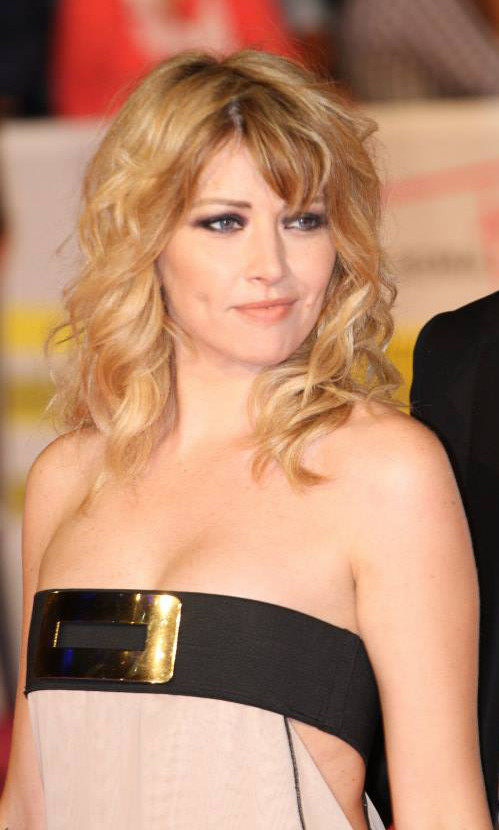
Loredana Cannata è Susy Moretti
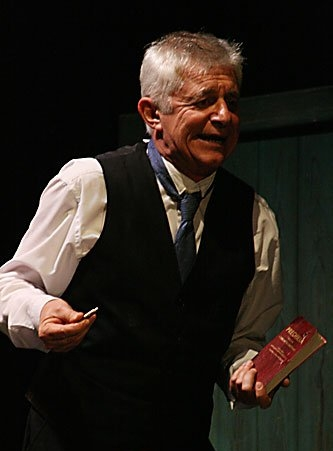
Franco Oppini è Aldo Sanfilippo
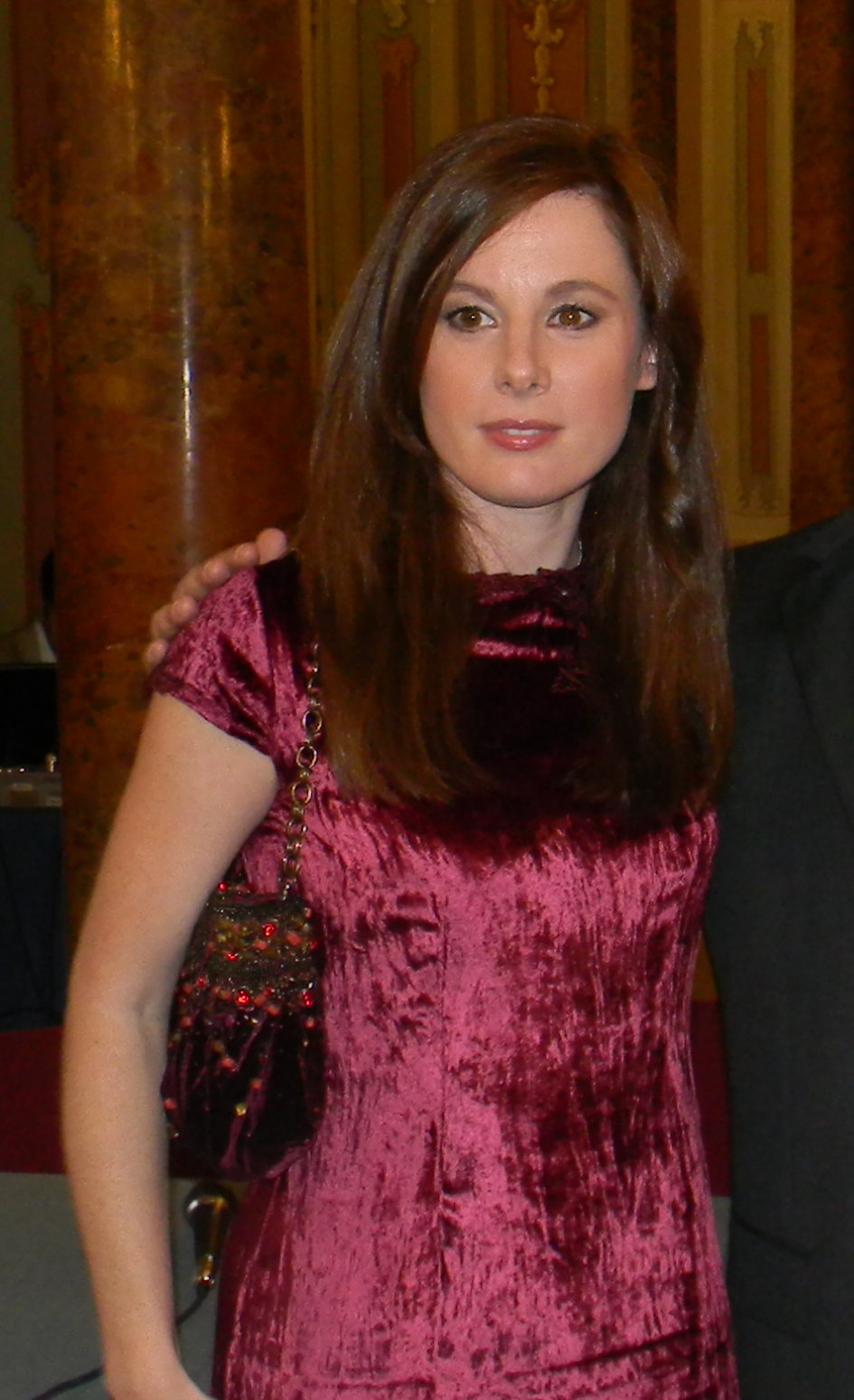
Sarah Maestri è Anna Scarpa
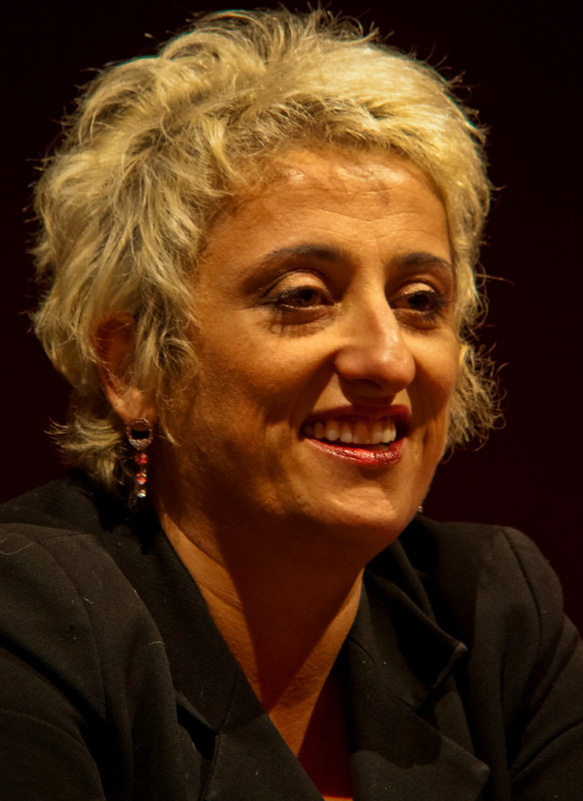
Lucianna De Falco è Luciana
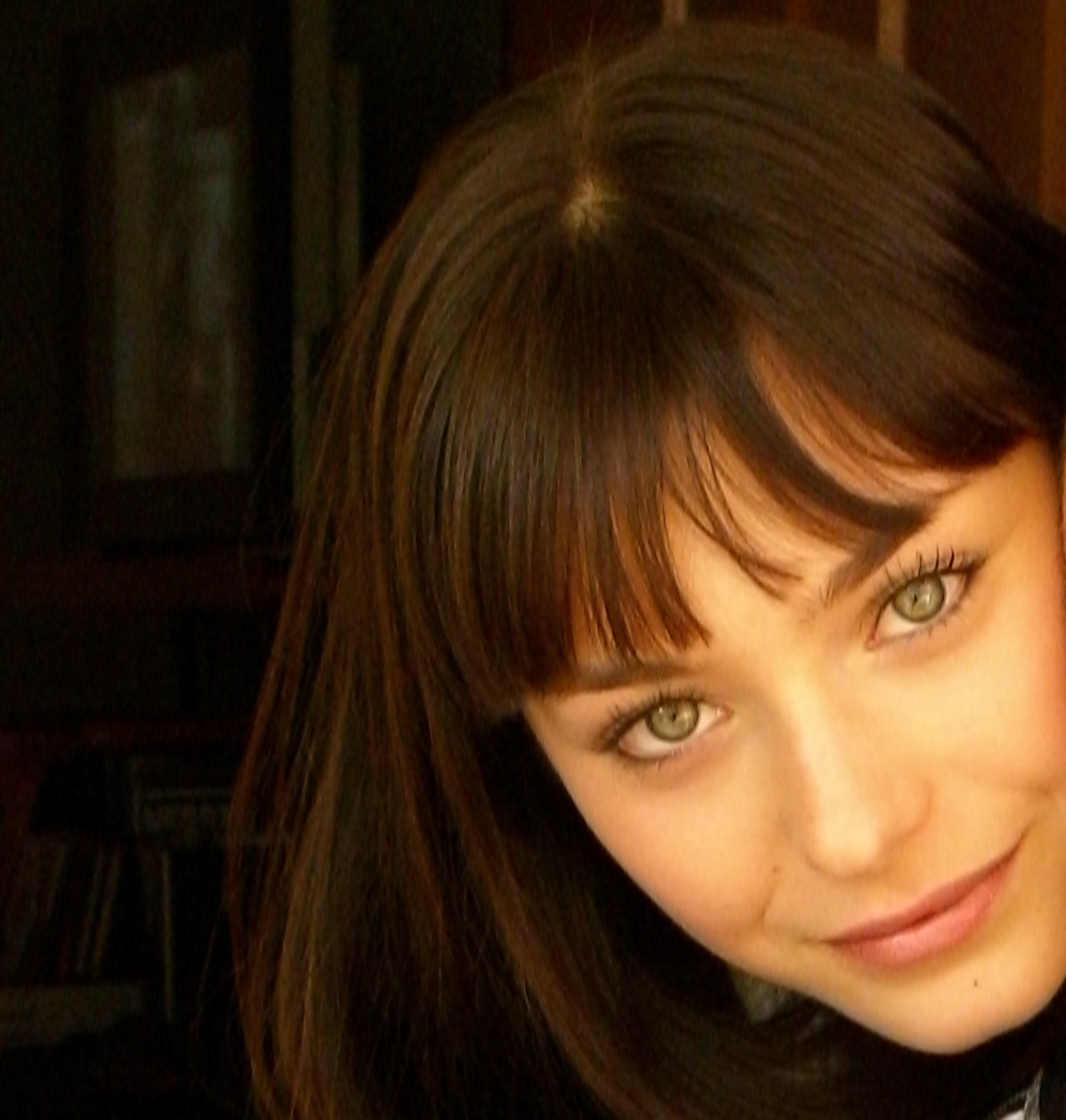
Carlotta Tesconi è Vanessa Conti
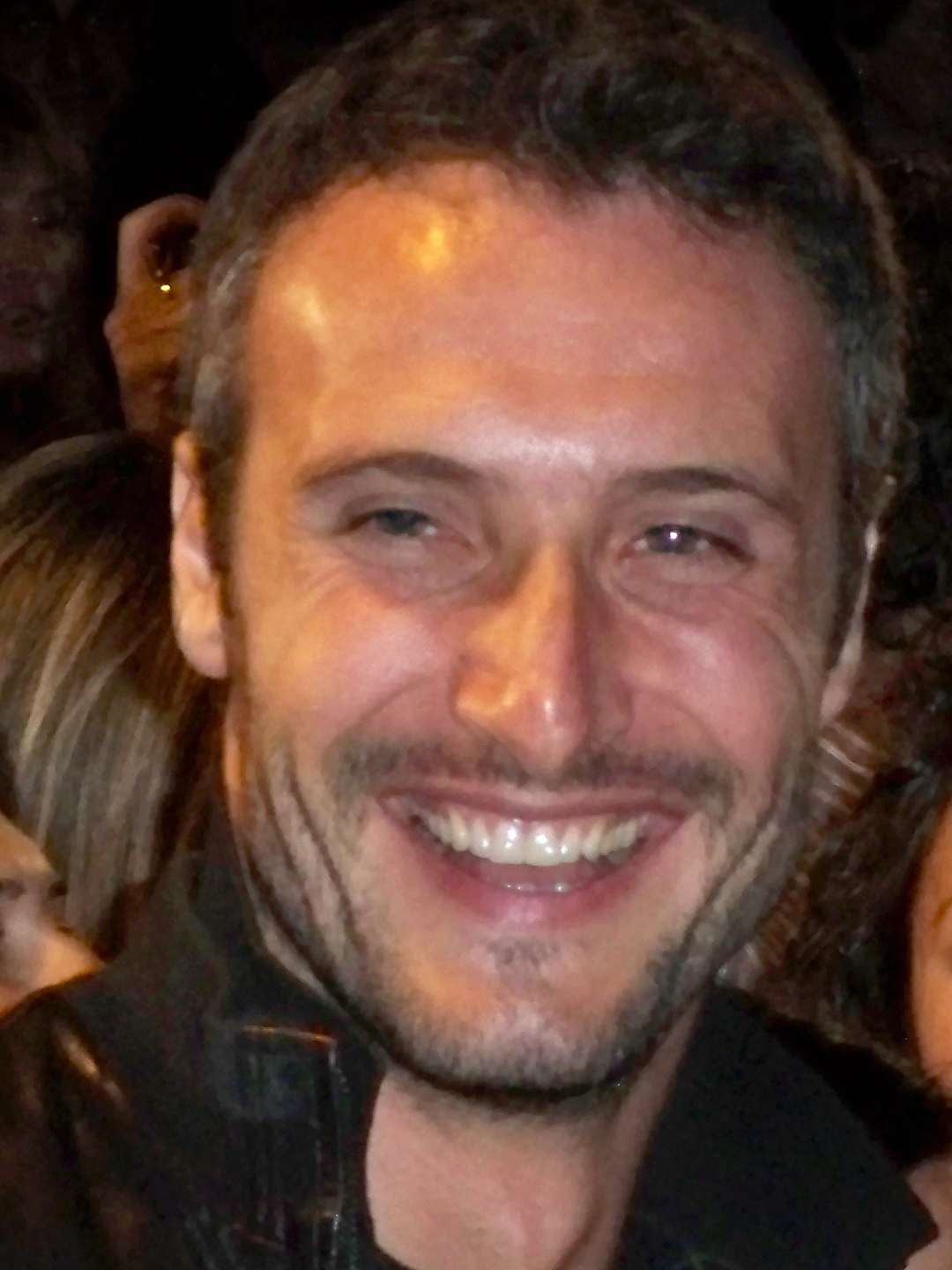
Jgor Barbazza è Paolo Trevisan
Alan Cappelli Goetz è Vasco Pieroni

## Incongruenze narrative
Alcune incongruenze riguardano, nel corso della serie, il personaggio di Mazzeo: innanzitutto, nella prima stagione Vanda, la collega di Camilla, dice che il nome di Mazzeo è Antonio, mentre nella terza è lui stesso che dice di chiamarsi Gian Claudio; poi, alla fine della seconda puntata della prima stagione, la preside Buonpeso dice che Mazzeo, all'epoca docente di ragioneria, è in procinto di assumere un nuovo incarico in un istituto di un'altra città: tuttavia, nella seconda stagione, Mazzeo riappare come preside proprio in sostituzione della Buonpeso, senza che nella trama venga data alcuna spiegazione di come ciò sia avvenuto; infine, nel finale della terza stagione, Mazzeo, dopo un lungo corteggiamento, riesce a fidanzarsi con la professoressa di arte Susy Moretti, ma all'inizio della quarta stagione il preside è nuovamente single e non si hanno tracce di Susy né viene fornita dagli altri personaggi una giustificazione sull'uscita di scena di quest'ultima.
Un'altra incongruenza riguarda il personaggio di Allegra, presente nelle prime due stagioni come studentessa della Prof., che durante un appello nella prima puntata della prima stagione, Il regalo di Babbo Natale, viene chiamata con il cognome Malacarne, mentre nella terza puntata della seconda stagione, dal titolo Dietro la porta, è la figlia di Nick Bianco, che però porta un altro cognome.
In generale, le variazioni del corpo insegnante negli istituti Fibonacci e Nelson Mandela avvengono di stagione in stagione in assenza di dimissioni o trasferimenti degli insegnanti coinvolti: inoltre, in nessuno di questi casi si esplicita che il docente sia precario o supplente, unico caso che giustificherebbe una mancata dimissione o trasferimento. Paradossalmente, gli unici due docenti esplicitamente dimissionari - il già citato Mazzeo e il professor Pellegrini - riappaiono come presidi dei rispettivi istituti nella stagione successiva a quella in cui ciascuno di loro ha presentato le dimissioni.
Similmente, i cambi di organico in commissariato non vengono mai giustificati: l'ispettrice Cremonesi sparisce al termine della prima stagione senza che si sia dimessa o sia stata trasferita, mentre l'ispettrice Ferrari e il poliziotto Piccolo escono di scena dopo la terza stagione senza alcuna reale motivazione. Anche a Torino, i due giovani poliziotti Vanessa Conti e Fabio Cesari fanno perdere le proprie tracce al termine della quinta stagione, senza alcuna spiegazione da parte dei colleghi. L'unico poliziotto sempre presente è Torre. Inoltre, sia a Roma che a Torino gli esterni dei rispettivi commissariati sono identici, ma gli interni variano: nella prima stagione l'interno del commissariato romano è diverso da quello delle successive tre, mentre nella quinta stagione l'interno del commissariato torinese è diverso da quello delle successive due.
Nella prima stagione si può notare di sfuggita che la classe di Camilla è la quinta A, ed è la stessa anche nella stagione successiva. Notando inoltre le date che si possono cogliere di sfuggita in alcuni documenti legali che compaiono in alcuni episodi si vede che la prima stagione è collocata nel 2005, mentre la seconda nel 2007. Tuttavia, nella prima stagione viene mostrato un televisore analogico sintonizzato su TMC, canale che però aveva cessato le trasmissioni nel 2001. Inoltre, anche in un documento legale visibile nella terza stagione si scopre che essa sarebbe collocata nel 2007, ed è un dato incompatibile con l'intervallo temporale che era stato dichiarato da Camilla e Gaetano.
Nella terza stagione, si notano notevoli incongruenze circa il personaggio di Nino, figlio del marito di Francesca Berardi (sorella del commissario Gaetano). Nella seconda puntata, il ragazzino viene affidato a Gaetano, considerato alla stregua di uno zio seppure in assenza di legami di sangue, e a partire da quel momento, si scopre che Nino è un compagno di scuola di Livietta: tuttavia quando egli viene presentato a quest'ultima, lei si comporta come fosse la prima volta che lo vede e ciò è in conflitto con il fatto che i due frequentino la stessa scuola. Ciò non è giustificabile con l'ipotesi che Nino sia stato iscritto ad hoc alla scuola di Livietta, in quanto inizialmente la permanenza di Nino a casa di Gaetano era fissata a dieci giorni e in ogni caso nei dialoghi non si evince alcun elemento che espliciti da parte di Gaetano l'atto di iscrizione di Nino alla scuola di Livietta. Inoltre, il commissario aveva raccontato a Camilla che Francesca aveva appunto sposato un uomo di origine inglese (padre di Nino), senza tuttavia specificare se la coppia vivesse stabilmente a Roma o altrove. Per altro il personaggio di Nino, all'uscita di scena nella settima puntata dopo che il padre e Francesca sono venuti a prenderlo, fa sparire le proprie tracce anche dalla scuola di Livietta, e pure quest'ultima non fa più alcun riferimento a Nino, con il quale invece fino a quel momento aveva condiviso interi pomeriggi a giocare e fare i compiti. A Gaetano rimane solamente una fotografia con Nino, che viene trasformata in gigantografia da incorniciare, e questo fa ipotizzare che Nino e la famiglia non vivano a Roma. Il personaggio non viene più menzionato da Gaetano nemmeno nelle stagioni successive, nonostante fosse stata proprio la presenza di Nino ad accendere il desiderio di paternità di Gaetano. Inoltre, nemmeno Francesca compare più nelle stagioni successive, né viene mai menzionata da parte del fratello, nonostante sia una stretta familiare.
Sempre nella terza stagione (nell'ultima puntata), Camilla scopre che, nell'appartamento sopra al bar in cui andava ogni giorno con Gaetano a bere il vermouth, abitava Martina Maselli, sua ex professoressa di arte delle scuole superiori, la quale dice di essere tornata a vivere a Roma da almeno due anni. Di lì a poco, la professoressa Maselli viene uccisa e Camilla apprende dal barista che la Maselli era una cliente occasionale del bar. Appare perciò difficilmente credibile che Camilla - frequentatrice quotidiana del bar assieme a Gaetano - non abbia mai incontrato prima l'ex professoressa. E a tal proposito, un'altra incongruenza si verifica - nella stessa puntata - nel momento in cui Camilla, per raccogliere informazioni sulla Maselli, ha organizzato a casa propria una rimpatriata con i vecchi compagni di classe. Infatti, anche nella quarta puntata della prima stagione Camilla aveva partecipato a un ritrovo di ex compagni del liceo, tra cui figuravano anche la sua collega Vanda e la sua allora compagna di banco Virginia, poi indagata per omicidio: tuttavia, i personaggi e gli attori in questione sono completamente differenti fra i due episodi. Ciò non è giustificabile con l'ipotesi che Camilla abbia potuto cambiare classe o scuola nel corso del quinquennio scolastico, perché in entrambi i casi, nei dialoghi con gli ex compagni, viene esplicitato che hanno condiviso lo stesso ambiente scolastico per cinque anni.
In ciascuna delle stagioni romane, Camilla e famiglia abitano in un condominio diverso (per altro senza che venga mai fatto vedere un esplicito trasloco), ma stranamente la portiera è sempre la stessa, cioè Rosetta. Anche a Torino, il condominio è sempre diverso di stagione in stagione (pur mantenendo una struttura simile) ma il portiere è sempre Gustavo, fino al proprio arresto da parte della polizia per omicidio nel corso della settima stagione.
La casa di Francesca Berardi, visibile nella seconda puntata della seconda stagione, è la stessa utilizzata come casa del fratello Gaetano per l'intera terza stagione. Inoltre, nella terza, quarta e sesta stagione, in un episodio di ciascuna di esse, viene usato come luogo di riprese lo stesso ballatoio della stessa casa di ringhiera, nonostante i personaggi coinvolti siano completamente diversi e, oltretutto, la sesta stagione sia ambientata a Torino e non più a Roma.
Alla fine della quinta stagione, Livietta è riuscita a mettersi insieme a Greg, un timido compagno di classe, di cui però si perdono completamente le tracce all'inizio della sesta stagione, in cui subentra già in medias res il personaggio di George, futuro marito di Livietta.
All'inizio della sesta stagione viene detto che Carmen vive in campagna vicino a Torino, ma fino alla fine della stagione precedente, di lei si sapeva che viveva ancora a New York con un fidanzato statunitense. Inoltre, non viene chiarito esplicitamente il motivo per il quale anche Carmen si trovasse a Venezia allo stesso convegno di Renzo, circostanza che ha poi causato la passione fra i due architetti e la conseguente gravidanza della donna.
Nella quarta puntata della sesta stagione, Camilla e Renzo partecipano, da separati, alla festa organizzata da una coppia di amici torinesi, che dichiarano di conoscere da vent'anni: ciò è in conflitto con il fatto che la prof e l'architetto vivano a Torino da molto meno tempo. Similmente, nel finale della medesima stagione, Camilla incontra Michele Carpi, che viene descritto come il "primo amore" della prof dei tempi del liceo: tuttavia, dalla narrazione delle stagioni precedenti, si desume che Camilla abbia frequentato il liceo a Roma e che non possa aver conosciuto Michele che invece viveva a Torino.
Nel finale della sesta stagione, alla nascita della figlia di Livietta, Camilla dichiara di voler essere una donna libera e indipendente (tanto che alcuni blog televisivi ipotizzavano l'ingresso nel cast fisso proprio del sopracitato Michele per scombussolare ulteriormente il triangolo amoroso), ma all'inizio della settima stagione la donna è nuovamente (e felicemente) fidanzata con Gaetano, tanto che il vicequestore è in procinto di trasferirsi a vivere a casa della prof. Nell'ultimo episodio della settima stagione, Camilla incontra per caso all'aeroporto Gaetano in partenza per Napoli e gli chiede di poter partire insieme a lui, richiesta che viene accolta: tuttavia, Camilla si era recata all'aeroporto con Renzo per accompagnare Livia e George, e infatti non ha alcun bagaglio con sé e non ha ancora predisposto alcun effettivo trasloco nella città partenopea.
Alcuni schemi narrativi vengono riproposti in più occasioni nel corso della serie. Per fare alcuni esempi: il già citato ritrovo di Camilla con gli ex compagni di liceo; l'omicidio all'interno della scuola dove insegna Camilla; l'omicidio all'interno del condominio della prof; il cadavere avvistato e poi scomparso; l'aggressione ai danni di Camilla con il coltello puntato alla gola da parte di uno sconosciuto con il passamontagna; la scomparsa di Potti e il successivo ritrovamento; il ferimento alla spalla del colpevole dell'omicidio per immobilizzarlo; l'utilizzo del mozzicone di sigaretta spento e della tazzina di caffè come elementi per prelevare il DNA dei sospettati; Renzo che pedina Camilla mentre lei è con Gaetano. Ciononostante, in ogni occasione i personaggi si comportano come se ciò stesse accadendo per la prima volta, anziché ricordarsi che è già accaduto.

## Location
Le prime quattro stagioni sono girate perlopiù a Roma. La quinta, la sesta e la settima sono girate tra Torino e Roma.
Tra i luoghi visti: 

### Roma
- Piazza Farnese (casa di Bettina)Scorcio di Roma (location delle prime quattro stagioni), da cui possiamo intravedere il Quirinale
- Basilica di San Lorenzo in Lucina
- Ponte Milvio
- Castel Sant'Angelo
- Stazione Piramide
- Via Giulia (Galleria di Bettina)
- Piazza del Ponziano
- Piazzale Aldo Moro

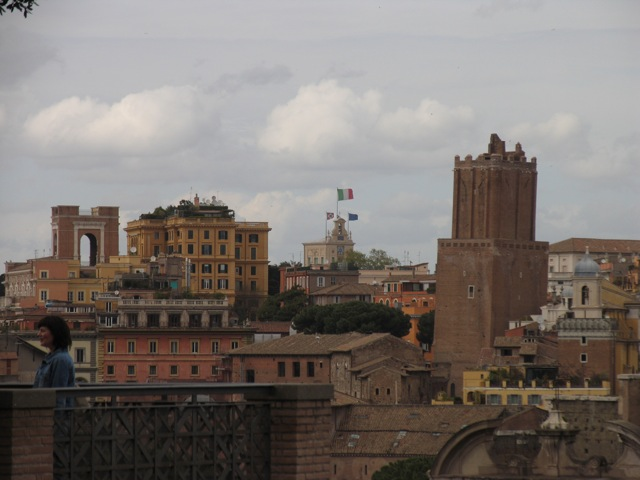
Scorcio di Roma (location delle prime quattro stagioni), da cui possiamo intravedere il Quirinale

- Lungotevere nei pressi del Ponte G. Matteotti
- Frazione Ceri, Cerveteri (RM)
- Museo delle auto della Polizia di Stato
- Aeroporto Leonardo Da Vinci, Fiumicino (RM)
- Via del Collegio Romano (Commissariato di Polizia)
- Ex Gazometro
- Piazza Guglielmo Marconi
- Policlinico Umberto I
- Via Alessandro Volta 41 - scuola primaria IV Novembre(Istituto Leonardo Fibonacci)
- Teatro Marcello
- Policlinico Tor Vergata
- Villa Calandra
- Viale Carso 71 (condominio dove abita la famiglia Baudino-Ferrero nella stagione 2)
- porto di Fiumicino (RM)
- Palestrina (RM)
- Piazza Consolata
- Via dei Fienili
- Via dei Coronari
- Viale delle Mura Latine 38 (condominio dove abita la famiglia Baudino-Ferrero nella stagione 3)
- Via Tuscolana (Uffici della Polizia Scientifica nelle stagioni 1-3)
- Via Achille Papa 21 (condominio dove abita la famiglia Baudino nella stagione 4)
- Via Ginori 6 (condominio dove abitano Renzo e Carmen nella stagione 4)
- Via Enna 18 (condominio dove abitano le famiglie di Camilla e Gaetano nella stagione 5)
- Viale della Primavera 207 - IISS Ambrosoli (Istituto Nelson Mandela)

### Torino
- Piazza Cavour (appartamento di Torre nella stagione 5)
- Piazza Maria Teresa (Commissariato di Polizia nelle stagioni 5-6)
- Basilica del Corpus Domini (Torino)
- Palazzo di Città
- Murazzi
- Piazza San Carlo
- Parco del Valentino
- Via Cesare Battisti
- Porta Palazzo
- Piazza Vittorio Veneto
- Via XX Settembre
- Stazione Porta Nuova
- Piazza C.L.N.
- via Nizza
- Porta Palatina
- Giardini Reali
- Stadio Olimpico
- Aeroporto di Torino-Caselle
- Galleria Subalpina

## Temi sociali trattati
- Divorzio/separazione
- Droga
- Immigrazione illegale
- Ludopatia
- 'Ndrangheta in Piemonte
- Prostituzione minorile
- Età del consenso
- Ultras e Daspo
- Punkabbestia
- Usura
- Violenza contro le donne
- Omofobia
- Razzismo
- Xenofobia